# La Vega de Robledo
Vega de Robledo es una localidad del municipio de Sena de Luna en la leonesa comarca de Luna, España.
Sus coordenadas son latitud 42º 55' 60" norte y longitud 5º 52' 60" este, se encuentra a una altitud de 1.177 metros y cuenta con 28 habitantes (INE 2024).
- Datos: Q5965454